# Rosoman (Macedonia Północna)
Rosoman (mac. Росоман) – wieś w centralnej Macedonii Północnej. Ośrodek administracyjny gminy Rosoman. W 2002 roku 89,46% mieszkańców stanowili Macedończycy, 9,31% – Serbowie, 1,23% – pozostali.